# Куновице
Куновице (чеш. Kunovice) — город в Чехии в Злинском крае, районе Угерске-Градиште. Расположен на юго-востоке страны в исторической Моравской Словакии.
Находится в 3-х км южнее Угерске-Градиште на реке Ольшаве.
Вместе с городами Угерске-Градиште и Старе-Место, составляет городскую агломерацию с населением более 38 000 жителей.
Население  Куновице на 01.01.2012 года — 5 499 человек.
Первое письменное упоминание встречается в 1196 году. В селе была старая крепость, позже большая мельница, на месте которой находится начальная школа.
В 1954—1960 и 1972—1990 Куновице входили в состав старой части соседнего города Угерске-Градиште. После обретения независимости в 1990 году.
С 1997 года официально стал отдельным городом.
В городе Куновице находится штаб-квартира авиастроительной компании «Let Kunovice», являющейся дочерней структурой российской корпорации «Уральская горно-металлургическая компания» (УГМК). Наиболее известной продукцией этого авиапроизводителя является самолёт L-410 Turbolet, за всё время производства которого было выпущено более 1 000 машин.

## Достопримечательности
- Костёл святого Петра и Павла
- Часовня Девы Марии
- Памятник Красной Армии
- Авиамузей «Куновице»

## Население
| Год  | Численность | Численность |
| ---- | ----------- | ----------- |
| 1869 | 3364        | [ 6 ]       |
| 1880 | 3539        | [ 6 ]       |
| 1890 | 3776        | [ 6 ]       |
| 1900 | 4075        | [ 6 ]       |
| 1910 | 4452        | [ 6 ]       |
| 1921 | 4698        | [ 6 ]       |
| 1930 | 4520        | [ 6 ]       |
| 1950 | 4800        | [ 6 ]       |
| 1961 | 5333        | [ 6 ]       |
| 1970 | 5368        | [ 6 ]       |
| 1980 | 5558        | [ 6 ]       |
| 1991 | 5195        | [ 6 ]       |
| 2001 | 5152        | [ 6 ]       |
| 2011 | 5496        | [ 6 ]       |
| 2014 | 5529        | [ 7 ]       |
| 2016 | 5559        | [ 8 ]       |
| 2017 | 5597        | [ 9 ]       |
| 2018 | 5646        | [ 10 ]      |
| 2019 | 5606        | [ 11 ]      |
| 2020 | 5579        | [ 12 ]      |
| 2021 | 5516        | [ 13 ]      |
| 2022 | 5452        | [ 14 ]      |
| 2023 | 5638        | [ 15 ]      |
| 2024 | 5650        | [ 16 ]      |
| 2025 | 5570        | [ 3 ]       |